# Rëbra

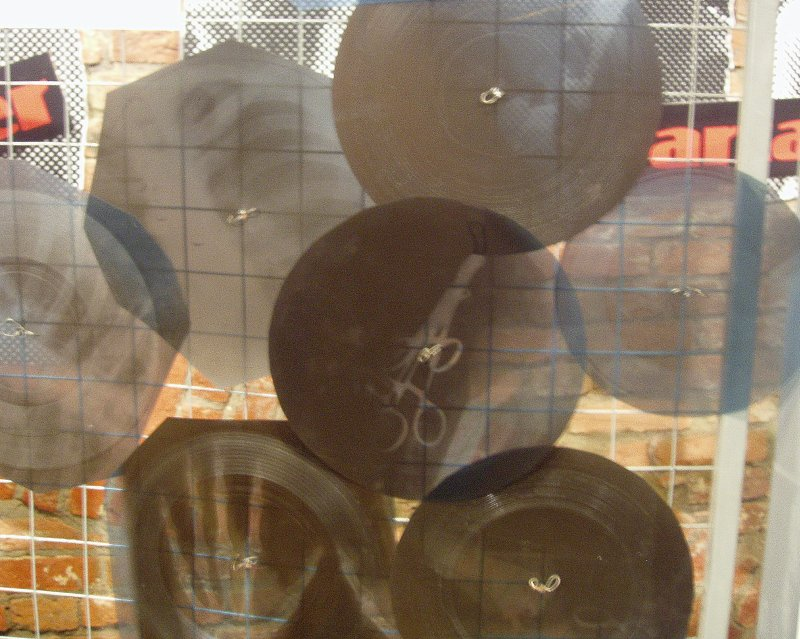
Alcuni esempi di rëbra degli anni cinquanta esposti alla Galleria Vinzavod di Mosca.

I rëbra (in russo рёбра?, "costole") erano dei dischi a microsolco improvvisati realizzati con lastre per radiografie. Sono conosciuti anche come rentgenizdaty (in russo рентгениздаты?, da rentgen, un termine usato per indicare i "raggi X", e izdat', "pubblicare") e come musica delle ossa.
Realizzati principalmente tra gli anni cinquanta e sessanta in Unione Sovietica, i rëbra rappresentavano un metodo impiegato nel mercato nero e nel contrabbando per distribuire la musica (perlopiù quella censurata) di artisti emigrati, come Pëtr Leščenko, oppure di artisti occidentali come Elvis Presley, The Beatles, The Rolling Stones, The Beach Boys, Ella Fitzgerald e Chubby Checker.
I generi musicali censurati includevano folk underground, registrazioni in ambito politico, jazz, boogie-woogie, rock and roll di artisti stranieri, nonché di artisti russi emigrati, e in generale qualsiasi genere o canzone che potesse essere considerato una potenziale minaccia all'Unione Sovietica.

## Produzione

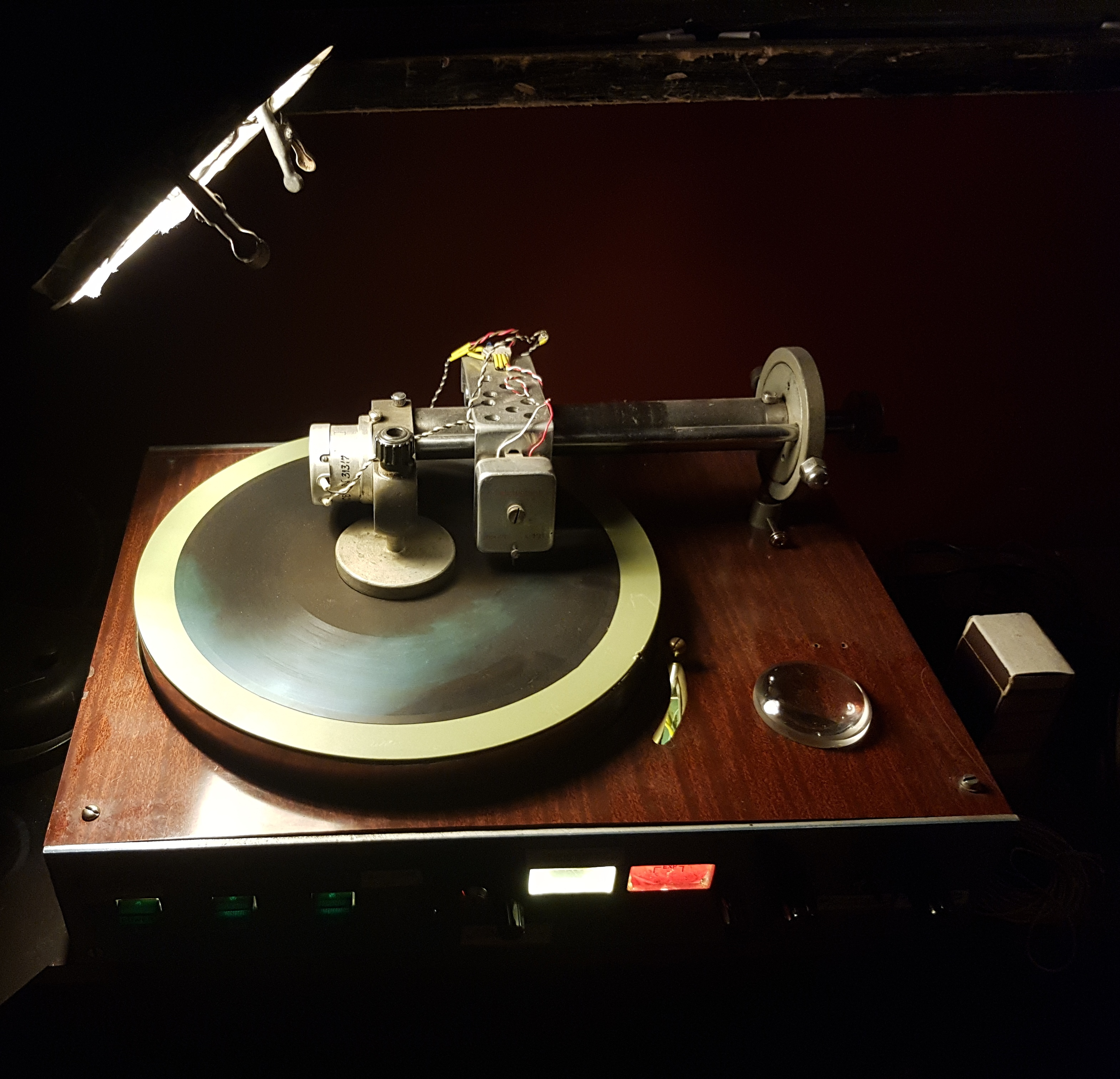
Fonoincisore su lastre radiografiche.

Le prime produzioni della "musica delle ossa" si ebbero in Ungheria, da parte della radio statale di Budapest. In particolare Ruslan Bogoslovskij e Boris Tajgin usarono questo metodo per copiare registrazioni militari.
Delle vere radiografie mediche venivano comprate o recuperate dai rifiuti di ospedali o cliniche per realizzare le registrazioni. Le lastre venivano tagliate in dischi da 7 pollici e forate al centro con una sigaretta accesa. Secondo il musicologo russo Artemij Troickij, "i solchi venivano incisi [a 78 giri al minuto] con l'aiuto di speciali macchine (realizzate, dicono, con vecchi fonografi da sapienti mani cospirazioniste) [...] La qualità era pessima, ma il prezzo era basso, un rublo o un rublo e mezzo." I dischi potevano essere riprodotti solamente cinque o al massimo dieci volte.
I dischi erano incisi solo su un lato e su di essi non comparivano titoli di album, artisti o canzoni, bensì solo un codice. Su tali dischi spesso sono visibili alcuni dettagli delle radiografie, ad esempio scatole craniche, gabbie toraciche, ossa delle mani, delle braccia e delle gambe.

## Legalità
L'approccio clandestino alla circolazione di musica straniera proibita portò all'approvazione di una legge nel 1958 che vietò la produzione casalinga di incisioni che stava seguendo "una moda criminale teppista". Con "moda teppista" veniva fatto un riferimento agli stiljagi (dal russo stil' ovvero "stile"), una subcultura diffusa tra la gioventù sovietica che abbracciava le mode occidentali.
La condanna per chi fosse stato trovato in possesso di musica "ideologicamente straniera" era l'immediato licenziamento e la prigione. Bogoslovskij fu arrestato tre volte per tale motivo.
Nel 1958, quando questo fenomeno era ormai particolarmente diffuso, i rentgenizdaty furono dichiarati ufficialmente illegali dalla censura russa.

## The X-Ray Audio Project
Dopo un'esibizione a San Pietroburgo nel 2013, il musicista inglese Stephen Coates del gruppo The Real Tuesday Weld vide in un mercatino delle pulci dei rëbra. Questi manufatti lo affascinarono immediatamente e lo spinsero a lanciare il The X-Ray Audio Project, un'iniziativa per fornire maggiori informazioni sui rentgenizdat tramite immagini, registrazioni audio e interviste. Coates svolse in breve tempo numerose ricerche e interviste ai creatori di rëbra, che pubblicò nel novembre del 2015 il libro "X-Ray Audio" The Strange Story of Soviet Music on the Bone, il primo saggio a trattare su questo argomento.
Nel giugno del 2015, Coates tenne un discorso sull'argomento al TED di Cracovia. Assieme al ricercatore e artista del suono Aleksander Kolkowski, Coates raccontò la storia di coloro che realizzavano i rëbra e fece delle incisioni dal vivo per mostrare il processo di lavorazione. La mostra itinerante di Coates creata con il fotografo Paul Heartfield attirò molto l'attenzione dei media come il The Guardian e il programma BBC Today. Nel settembre 2016, i due pubblicarono il documentario Roentgenizdat con interviste ai veri autori sovietici e materiale d'archivio.

## Nella cultura popolare
L'esistenza e la produzione dei rentgenizdaty e l'importanza da loro avuta nella scena underground musicale sovietica viene raccontata nel film del 2023 Kissing Gorbaciov. Nel film Artemij Troickij, dopo aver fatto suonare una riproduzione di un rentgenizdaty, viene intervistato in qualità di esperto dell'argomento nonché come autore di Compagno rock.